# Conseil régional de défense d'Aragon
1936–1937
Entités précédentes :
- Seconde République espagnole

Entités suivantes :
- Seconde République espagnole

Le Conseil régional de défense d'Aragon (en espagnol : Consejo Regional de Defensa de Aragón), plus couramment appelé Conseil d'Aragon (en espagnol : Consejo de Aragón) est une entité administrative créée en Aragon, en septembre 1936, durant la Seconde République espagnole, dans le contexte de la Révolution sociale espagnole de 1936, qui fait suite à la tentative de coup d'État militaire qui débouche sur la guerre d'Espagne. Elle est dissoute par les autorités de la République le 10 août 1937.

## Histoire

### Origines
Sous l'influence des milices libertaires des anarchistes de la CNT et de la FAI ou des communistes du POUM, arrivées de Valence et Barcelone depuis le 24 juillet 1936, la majorité de l'Aragon est effectivement gagnée par le « communisme libertaire ». Elles ont déjà, à la fin du mois de septembre, formé plus de 450 collectivités rurales, la plupart d'entre elles se trouvant entre les mains de la CNT, et une vingtaine dans celles de l'UGT.
Le 15 septembre 1936, l'Assemblée plénière nationale des organisations régionales (Pleno Nacional de Regionales) de la CNT propose à ses membres politiques et syndicaux la formation de multiples Conseils régionaux de défense (Consejos Regionales de Defensa), unis par un lien fédéral dans un Conseil national de défense (Consejo Nacional de Defensa) auquel seraient dévolues les fonctions du gouvernement central. Une assemblée, composée de délégations des villages aragonais et des colonnes confédérales, est convoquée à Bujaraloz à la fin du mois de septembre par le Comité régional de la CNT. Cette assemblée décide la création du Conseil régional de défense d'Aragon.
L'originalité de ce Conseil de défense régional, par comparaison avec les autres, tient dans le rôle que jouèrent les anarchistes. Ceux-ci furent rapidement partisans de se distinguer de l'expérience communiste soviétique. Ils prétendirent au contraire être une « Ukraine espagnole », en référence aux expériences anarchistes ukrainiennes de 1919-1921.

### Activité
Le 6 octobre, le Conseil est reconnu par décret du gouvernement, malgré l'hostilité de son président, Francisco Largo Caballero, aux visées anarchistes et révolutionnaires. Le Conseil célèbre donc sa première réunion officielle le 15 octobre et se choisit pour principal responsable Joaquín Ascaso, membre de la CNT et cousin de Francisco Ascaso. Le 28 octobre, le Conseil se dote d'un organe de diffusion et publie son propre bulletin officiel, d'abord à Fraga, puis à Caspe à partir du mois de décembre. Cette ville devient la capitale administrative de l'Aragon républicain, puisque le Conseil de défense s'y installe définitivement, dans les murs du palais Piazuelo Barberán. 
Mais Ascaso cherche à faire reconnaître le plus rapidement possible la légalité du Conseil aragonais. Le 30 octobre, il se rend à Barcelone afin de rencontrer le président de la République, Manuel Azaña, et le président de la Généralité de Catalogne, Lluís Companys. Au début du mois de novembre, Ascaso se rend à Madrid : il y rencontre le président du gouvernement de la République, afin d'obtenir la légalisation complète du Conseil de défense et l'approbation d'un statut d'autonomie, sur les modèles des statuts catalan et basque. 
La reconnaissance définitive intervient finalement le 23 décembre et Ascaso reçoit le titre officiel de délégué gouvernemental du Conseil le 19 janvier 1937. Vers le milieu du mois de février est réuni à Caspe un congrès, auquel participent 500 délégués représentant les quelque 80 000 communautés collectivistes de l'Aragon libertaire. On y propose de créer une Fédération des collectivités (Federación de Colectividades) pour la région. Le Conseil se dote également d'un organe de presse quotidienne, Nuevo Aragón, publié sur 8 pages à Caspe à partir du 20 janvier 1937, comme « porte-parole du Conseil régional de défense d'Aragon ». Enfin, le Conseil se dote d'un blason et d'un drapeau particuliers. Leurs trois couleurs sont celles des trois composantes du Conseil : noir des anarchistes, rouge des communistes, violet des républicains.
Mais le gouvernement de la République obtient des concessions de la part du Conseil et de son président. Des membres du Front populaire, favorables au gouvernement républicain, intègre le Conseil, en particulier le Parti communiste, la Gauche unie et le syndicat UGT. Sous l'influence de ces nouveaux membres du parti gouvernemental, dont le nombre croît au fur et à mesure du temps, le caractère révolutionnaire du Conseil est peu à peu réduit. En janvier, les écoles primaires, encore supervisées par des commissions anarcho-syndicalistes, passent sous le contrôle du gouvernement républicain.

### Disparition du Conseil
Le gouvernement de Juan Negrín est cependant de plus en plus défavorable aux expériences anarchistes sur le territoire républicain. Ainsi la personnalité même du président du Conseil aragonais, Joaquin Ascaso, est déclarée indisposer les gouvernements républicain et catalan : il est considéré comme un anarchiste violent et sans scrupules, alors qu'il avait été jusqu'ici loué publiquement pour ses réalisations exemplaires. 
La sortie des anarchistes du gouvernement donne les mains libres à Negrin. Le 4 août 1937, il ordonne aux troupes de la 11e division de l'armée républicaine, commandée par Enrique Líster, d'occuper l'Aragon sous prétexte de manœuvres militaires. Le 10 août, le Conseil régional de défense de l'Aragon est dissous, Joaquín Ascaso, les autres responsables du Conseil et 700 autres anarchistes emprisonnés sous divers motifs, comme la contrebande de bijoux (par loyauté à la CNT, Ascaso avait endossé une accusation de vol de bijoux, malheureusement interceptés par la douane alors qu'ils étaient prévus pour le paiement d'armes alors que la république ne voulait pas en livrer aux anarchistes). Le gouvernement nomme alors José Ignacio Mantecón au poste de gouverneur général, chargé de l'administration de l'Aragon.

## Composition
Au début de l'année 1937 le gouvernement du Consejo de Aragón avait déjà changé de nombreuses fois depuis octobre 1936. La présence de représentants de la Gauche républicaine, de l'UGT et du PCE était un moyen pour le gouvernement républicain de rentrer dans le conseil et de surveiller les débats et les décisions qui y étaient prises.
| Fonction                                         | Nom                   |     |  |
| ------------------------------------------------ | --------------------- | --- |  |
| Président                                        | Joaquín Ascaso        | CNT |  |
| Conseiller à l'Ordre public                      | Adolfo Ballano        | CNT |  |
| Conseiller à l'Information et à la Propagande    | Evaristo Viñuales     | CNT |  |
| Conseiller à l'Agriculture                       | Adolfo Arnal          | CNT |  |
| Conseiller au Travail                            | Miguel Chueca         | CNT |  |
| Conseiller aux Transports et aux Communications  | Luis Montoliu         | CNT |  |
| Conseiller à l'Économie et à l'Approvisionnement | Evelio Martínez       | CNT |  |
| Conseiller à la Justice                          | José Ignacio Mantecón | IR  |  |
| Conseiller aux Finances                          | Jesús Gracia          | IR  |  |
| Conseiller à la Culture                          | Manuel Latorre Salas  | UGT |  |
| Conseiller aux Travaux publics                   | José Ruiz Borao       | UGT |  |
| Conseiller à la Santé et à l'Assistance          | José Duque            | PCE |  |
| Conseiller à l'Industrie et au Commerce          | Custodio Peñarrocha   | PCE |  |
| Secrétaire général                               | Benito Pabón          |     |  |

## Organisation militaire

### Rôle des milices

Territoire administré par le Conseil régional de défense d'Aragon.

Les opérations militaires sur le front d'Aragon furent confiées à différentes colonnes et milices anarchistes, communistes et républicaines.
Au nord des territoires contrôlés par le Conseil régional de défense, dans la province de Huesca :
1. colonne « Bueno » ou « Pirenaica », composée d'environ 1 500 républicains catalans. Son délégué général est Mariano Bueno ;
2. colonne « Lenin », composée de 2 000 miliciens du POUM. Son délégué général est José Rovira. Elle s'unit finalement aux colonnes « Villalba » et « Maurín » ;
3. colonne « Carlos Marx », composée d'environ 2 000 socialistes catalans du PSUC et de l'UGT. Son délégué général est José del Barrio, son commandant militaire Enrique Sacanell. Elle forme la base de la 27e division de l'Armée populaire de la République ;
4. colonne « Aguiluchos », composée de plus de 2 000 anarchistes de la CNT-FAI. Son délégué général est García Vivancos. Elle s'unit finalement aux colonnes « Roja y Negra » et « Ascaso ». Elle forme la base de la 28e division de l'Armée populaire de la République ;
5. colonne « Ascaso », composée d'anarchistes de la CNT-FAI, elle intègre les forces militaires stationnées à Barbastro. Son délégué général est Domingo Ascaso, son commandant militaire Gregorio Jover ;

Au centre des territoires contrôlés par le Conseil régional de défense, dans la province de Saragosse :
1. colonne « Roja y Negra » ou « Sur-Ebro », composée d'anarchistes de la CNT-FAI. Son délégué général est García Prada. Elle s'unit finalement aux colonnes « Aguiluchos » et « Ascaso » ;
2. colonne  « Peñalver », composée d'environ 600 ouvriers et soldats originaires de Tarragone. Son délégué général est le colonel Martínez Peñalver. Elle est finalement absorbée par la colonne « Sur-Ebro » ;
3. colonne « Villalba », composée d'environ 4 500 hommes : un millier de soldats, issus des rangs de l'armée espagnole, unis à des miliciens du POUM originaires de Huesca et des volontaires internationaux. Son délégué général est le colonel Villalba, qui établit son quartier général à Barbastro. Elle s'unit finalement aux colonnes « Lenin » et « Maurín ». Elle forme la base des 25e et 28e divisions de l'Armée populaire de la République ;
4. colonne « Maurín », composée de communistes du POUM, pour la plupart des ouvriers originaires de Lérida. Son délégué général est José Rovira. Elle s'unit finalement aux colonnes « Villalba » et « Lenin » ;
5. colonne « Durruti », composée de plus de 6 000 anarchistes de la CNT-FAI. Son délégué général est Buenaventura Durruti. Elle forme la base de la 26e division de l'Armée populaire de la République ; ;
6. colonne « Ortiz », composée d'anarchistes de la CNT-FAI. Son délégué général est Antonio Ortiz Ramírez ;
7. colonne « Carod-Ferrer », composée d'une centaine d'anarchistes de la CNT-FAI. Son délégué général est Saturnino Carod Lerín. Elle est finalement absorbée par la colonne « Ortiz » ;
8. colonne « Maciá-Companys », composée d'un millier d'anarchistes de la CNT-FAI. Son délégué général est le lieutenant-colonel Jesús Pérez Salas.

Au sud des territoires contrôlés par le Conseil régional de défense, dans la province de Teruel :
1. colonne  « Mena », composée d'ouvriers de Tarragone. Son délégué général est Mena. Elle est finalement absorbée par la colonne « Maciá-Companys » ;
2. colonne « de Fer », composée d'anarchistes de la CNT-FAI. Son délégué général est José Pellicer ;
3. colonne « Uribe », composée d'anarchistes de la CNT-FAI ;

### Batailles
- Offensive de Huesca

### Sources
- (es) Cet article est partiellement ou en totalité issu de l’article de Wikipédia en espagnol intitulé « Consejo Regional de Defensa de Aragón » (voir la liste des auteurs).